# 総務部 (海上保安庁)
総務部（そうむぶ、英語表記：Administration Department）は、海上保安庁に設置されている内部部局のひとつ。1950年（昭和25年）6月1日に長官官房を総務部に改称し発足した。海上保安庁内における一般管理的業務および行政の総合調整を行う。

## 概要
海上保安庁の総務部は4つの課から成る。
- 公文書関係、所掌事務の総合調整、行政考査や調査・統計、広報、政策評価、一部の会計事務など海上保安庁の他の部署の所掌ではないものなど多岐にわたる業務を行う政務課。

- 機密、職員給与の支給、衛生医療、宿舎、儀式、恩給の連絡事務および海上保安官に協力した者などへの災害給付などを行う秘書課。

- 職員の任免、給与、懲戒、服務その他の人事および表彰などを行う人事課。

- 情報通信システムの整備及び管理を行う情報通信課。

それぞれの課は、行政考査や調査統計に関する業務、音楽隊やマスコットのうみまるなどを活用した広報活動、個人や内部情報管理や官報の掲載などの情報管理、人事管理、福利厚生、資金管理、情報システムの管理整備などのほか、国立国会図書館法の規定により行政各部門に置かれる支部図書館及びその職員に関する法律に基づき国立国会図書館支部海上保安庁図書館の業務などを行う。

## 組織
- 政務課
  - 政策評価広報室
  - 予算執行管理室
  - 企画官
  - 企画調整官
  - 警務管理官
- 秘書課
  - 福利厚生調整官
- 人事課
  - 人事企画官
- 情報通信課
  - システム整備室
  - システム管理室
  - サイバー対策室
- 教育訓練管理官
- 主計管理官
- 国際戦略官
- 危機管理官
- 海上保安試験研究センター